# Расстрел
Расстре́л — лишение жизни с помощью выстрела из огнестрельного оружия (смерть может достигаться из-за огнестрельной черепно-мозговой травмы, потери крови, разрыва сердца или крупных сосудов, разрыва легких). 
Расстрел является классическим видом смертной казни наравне с обезглавливанием. В некоторых ситуациях расстрел не является актом смертной казни в рамках процедуры суда и вынесения приговора.

## Казнь через расстрел

### Расстрел стрелковым подразделением
В случае расстрела стрелковым подразделением приговорённого к смерти обычно приставляют к стене (в просторечии — к стенке), привязывают к столбу или к стулу. Часто ему предоставляется выбор относительно завязывания глаз. Официальные расстрелы проводятся несколькими стрелками, которые, как правило, исполняют эту процедуру не добровольно, а лишь из неизбежности повиновения приказу. К тому же иногда для облегчения совести смешивают боевые патроны с холостыми. Таким образом, никто из стрелков не знает, был ли именно он тем, кто произвёл смертельный выстрел. Залп производится по команде офицера или иного лица, руководящего расстрелом (реже — самого приговорённого). Отказ стрелка от выстрела или стрельба явно мимо цели является нарушением воинской дисциплины. В случае, если после залпа приговорённый остается жив, руководитель расстрела добивает его выстрелом в голову из пистолета.
Такой способ казни для военнослужащего считается почётным по сравнению, например, с повешением, поскольку предполагает смерть от боевого оружия, подобную обычной солдатской смерти. В то же время этот способ является очень практичным, не требует сложных приготовлений к казни (в отличие от того же повешения) и применим в условиях военного времени — как в отношении офицерского состава, так и простых солдат, дезертиров и гражданского населения. Кроме того, расстрел нарушителя воинской дисциплины перед строем сослуживцев приговорённого или других военнослужащих служит, по мнению законодателей, укреплению дисциплины и предотвращает повторение нарушения.
Существует «полевой» вариант такого расстрела, когда поставлена цель быстро казнить человека без суда и следствия. В этом случае инициатором расстрела отдаётся приказ одному или нескольким стрелкам, приговорённого ставят к какой-нибудь стене или иной поверхности и стреляют в него, пока приговорённый не умрёт.
Расстрел производится, как правило, из ружей или винтовок, реже — из другого ручного огнестрельного оружия. Количество стрелков обычно от 4 до 12, но может быть разным, по ситуации. Большое количество стрелков связано с тем, что до появления автоматического оружия оружие, находившееся на вооружении армии, могло стрелять лишь одиночными выстрелами: благодаря залпу подразделения создавалась необходимая для смерти приговорённого плотность огня. С появлением в массовом вооружении военнослужащих автоматов и пистолетов-пулемётов аналогичный способ расстрела уже не требует подразделения, а может быть осуществлён одним или несколькими стрелками.

### Расстрел из разных видов оружия
Исполнитель может вызываться добровольно либо по своей воле выполнять эти обязанности на постоянной (совмещая с основной службой) основе. Но в большинстве случаев исполнитель, так же, как и в предыдущем случае, исполняет приказ, от которого вряд ли может отказаться. В то же время такой исполнитель является не профессиональным палачом, а военнослужащим или служащим системы исполнения наказаний, имеющим иные основные обязанности (тем более, что ныне в большинстве государств, где сохраняется исполнение наказания в форме смертной казни, это достаточно редкое событие, чтобы у палача была работа на постоянной основе). Однако в истории практиковали и массовые расстрелы упомянутым способом, которые занимали несколько часов или даже дней, не только по причине большого количества приговорённых, но и перегрева оружия (касается пистолетов, не рассчитанных на многократные выстрелы в течение нескольких часов). Для удобства производства казни приговорённого могли поставить на колени (исполнителю удобнее приставить ему к голове пистолет и осуществить выстрел). Такой способ казни практиковался и в неожиданный для приговорённого момент: когда приговорённого ведут по коридору, а сзади его конвоир или другой исполнитель вынимает оружие и стреляет в затылок (приговорённый обычно знает, что он приговорён к расстрелу, но не знает, что исполнение произойдёт именно в данный момент времени).
Существует «полевой» вариант такого расстрела, отличающийся от ранее упомянутого только тем, что приговорённого не ставят к стене или иной поверхности, а стреляют ему в затылок в любом удобном для этого месте.
Расстрел производится, как правило, из пистолета, реже — другого ручного огнестрельного оружия. Такой способ расстрела считается более надёжным (выстрел производится в голову, вероятность промаха равна нулю) и по этой же причине более гуманным, нежели расстрел стрелковым подразделением (выстрел в голову практически в упор обычно вызывает немедленную смерть, тогда как после залпа стрелкового подразделения можно получить многократные ранения тела, но не умереть сразу).
К другим формам расстрела относится, например, расстрел из пулемёта, практиковавшийся в Таиланде с 1934 по 2001 гг. Пулеметы использовались также при массовых расстрелах (см. Тонька-пулемётчица). В XIX веке для той же цели использовались митральезы (при подавлении Парижской коммуны), ещё ранее — пушки, заряженные картечью (например, во время Французской революции, восстания Пугачева). В Индии Великие Моголы применяли для своих солдат форму расстрела, называющуюся дьявольским ветром. Это расстрел из пушки, когда казнимый привязывается к её дулу, после чего из орудия производится выстрел (тело при этом, естественно, разрывает на части). Этот же метод использовался англичанами при подавлении восстания сипаев в 1858 г. Этот способ был применен китайскими войсками к лидеру восставших казахов Восточного Туркестана Оспан-батыру в 1951 г.
В 2012 году южнокорейская газета Чосон ильбо сообщила, что, якобы, в начале 2012 года в Северной Корее бывший заместитель министра обороны Северной Кореи генерал Ким Чол был расстрелян из миномёта по личному приказу руководителя страны Ким Чен Ына. Никаких доказательств этой версии, кроме ссылок на «анонимные источники» приведено не было. По мнению журнала Foreign Policy, эта версия является преувеличенной и не может быть подтверждена.
В древности практиковался расстрел из луков. Таким образом был казнен один из полководцев Александра Македонского Филота, обвиненный в заговоре. По христианскому преданию, так же был казнён святой Себастьян. Эта же казнь упоминается в Слове о полку Игореве, где половецкие ханы обсуждают бегство Игоря и судьбу его оставшегося в плену сына Всеволода: «аже соколъ къ гнѣзду летитъ — соколича рострѣляевѣ своими злачеными стрѣлами».

### Расстрел в разных странах
Расстрел пулями из ружей, или аркебузирование, возник в XVI веке как воинское наказание; этот вид казни не был связан с лишением чести, и противопоставление в этом отношении расстрела повешению сохранялось до XX века. Первым актом расстрела, имевшим сколько-нибудь заметное историческое значение, следует считать расстрел в Англии по приговору суда, организованного Кромвелем, солдата-левеллера Арнольда как зачинщика солдатского бунта 15 ноября 1647 года; в 1664 г. в Польше по обвинению в измене был расстрелян бывший гетман Украины Иван Выговский. Характер преимущественно воинской казни расстрел сохранял ещё в XIX веке, тогда как по приговорам гражданских судов применялось повешение или гильотинирование. Первой страной, ещё в XIX веке введшей расстрел как основной вид казни, была Сербия. Однако мало известен факт, что расстрел как основной вид смертной казни (за умышленное убийство или покушение на таковое) был введен ещё конституцией Корсиканской республики, написанной генералом Паоли и действовавшей с конца 1755 г. до падения республики в 1769 г.
В России первый случай «аркебузирования» отмечен в 1679 году, но официально этот вид казни был введен «Артикулом воинским» Петра I (1715), составленным на основе саксонского военного устава. Он предусматривался в 7 случаях за следующие преступления, все, кроме одного, специфически воинские: богохульство, рецидив (арт.6); самовольное обнажение шпаги с целью угрозы в присутствии командующего, в лагере и т. п. (арт. 36); небрежность офицера при несении караула (арт. 40), самовольное оставление караула или сон на посту (арт. 41); нападение на караул или часового (арт. 46), ослушание солдатом приказа (арт. 50); продажа солдатом мундира или оружия, рецидив (арт. 59). C XIX века, с фактической отменой квалифицированных видов казни и казни через отсечение головы, расстрел и повешение остались единственными практиковавшимися видами казни. К расстрелу были, например, приговорены (но помилованы на эшафоте) участники кружка Петрашевского, обвиненные в заговоре, включая Ф. М. Достоевского. Однако наиболее распространенным видом казни до революции было повешение. Терминологически в петровские времена употреблялся термин «аркебузирование», глаголы же «аркебузировать» и «расстрелять» были равноправны (второй, видимо, преобладал в обиходе, так как в Артикуле он дается в скобках, поясняя первый. В черновиках артикула 36 Пётр употребил выражение: «аркебузированием будет расстрелян»). В XIX — начале XX века официально употреблялся термин «расстреляние», тогда как «расстрелом» именовалось явление расширения канала ствола огнестрельного оружия в ходе эксплуатации.
Обиходный эвфемизм с начала XX века — <поставить> к стенке.
В Советском Союзе расстрел путём одиночного выстрела, как правило, в затылок, был основной формой смертной казни (в 1943—1947 годах в некоторых случаях к военным преступникам и коллаборационистам на основании Указа Президиума Верховного Совета СССР № 39 от 19 апреля 1943 года применялось также повешение).

«Для расстрела был оборудован специальный сарайчик…»
Оригинальный текст (рус.) — при доме на Институтской, № 40, уг. Левашевской, куда перешла с Екатерининской «губчека». В этот сарайчик палач (… а иногда «любители» из чекистов) заводил совершенно нагою свою жертву и приказывал ей лечь ничком. Затем выстрелом в затылок кончал со своею жертвой. Расстрелы производились из револьверов (чаще всего Кольты). Но ввиду стрельбы на близком расстоянии обыкновенно от выстрела черепная коробка казнённого разлеталась в куски… Следующая жертва приводилась тем же порядком и укладывалась рядом… Когда число жертв превышало … вмещаемое сарайчиком, то новые жертвы укладывались на прежде казнённых или расстреливались при входе в сарайчик… Все жертвы шли на казнь, обыкновенно, не сопротивляясь.»

Чекист о ЧК (Из архива «Особой Следств. Комиссии на Юге России») // На чужой стороне: Историко-литературные сборники / Под ред. С. П. Мельгунова. Берлин: Ватага; Прага: Пламя, 1925. Т. 9, с. 111—141.
Расстрел, согласно законодательству Российской Федерации, является единственной формой смертной казни (с 1996 г. не применяется, хотя законодательно смертная казнь не отменена, соблюдается лишь мораторий на неё, вызванный международными обязательствами, связанными со вступлением России в ПАСЕ).
В Белоруссии расстрел является также единственным методом исполнения смертной казни. По свидетельствам, заключенного ставят на колени, надевают на голову мешок с прорезями для стока крови, и затем один палач-исполнитель производит выстрел в затылок, иногда повторяя выстрелы в случае продолжения работы сердца. За годы независимости произведено более 400 казней, 3 человека были помилованы.
С 1966 по 1987 год расстрел был официальным методом исполнения смертной казни в ГДР, вместо ранее использовавшейся гильотины.
В США расстрел практически не применяется с 1976 года и сохраняется в качестве запасного метода казни лишь в одном штате — Оклахоме; кроме того, теоретически могут быть расстреляны 3 человека, приговорённые к смертной казни в штате Юта до законодательной отмены здесь расстрела (15 марта 2004 года), так как данный закон не имеет обратной силы. 18 июня 2010 года в Юте был расстрелян четвёртый такой приговорённый — Ронни Ли Гарднер. Также в упомянутых штатах расстрел может быть применен, если не будут найдены компоненты для смертельной инъекции либо она будет признана неконституционной.
В Китае, где на сегодняшний день приводится в исполнение наибольшее число смертных приговоров, стреляли в затылок из автомата стоящему на коленях осуждённому . С 2000-х годов расстрел в Китае стал заменяться смертельной инъекцией. По некоторым данным, с 2010 года все казни в Китае осуществляются путем смертельной инъекции.
Также расстрел является методом исполнения смертной казни в КНДР наряду с повешением (прессой обсуждался случай расстрела заместителя министра обороны из миномёта, но он к настоящему времени не обладает убедительными подтверждениями).
В Таиланде с 1934 по 19 октября 2001 года приговорённые к казни преступники расстреливались палачом в спину очередью из станкового пулемёта. С 2001 года казни проводятся путем смертельной инъекции.

#### Страны, использующие расстрел
- Африка:
  -  Египет
  -  Сомали
  -  Ливия[24]
  -  Эфиопия[25]
- Северная и Южная Америка:
  -  США (штаты Айдахо и Юта)
- Азия
  -  КНДР
  -  Индонезия
  -  Китай
  -  Сирия
  -  Саудовская Аравия
  -  Иран
  -  ОАЭ[26]
  -  Китайская Республика
  -  Афганистан
  -  Йемен
  -  Ливан
- Европа
  -  Беларусь

#### Страны, в которых предусмотрена смертная казнь, но её действие приостановлено другими нормативными актами
Россия - Введён мораторий на смертную казнь, действующий по требованию ПАСЕ.